# Eupithecia nigrofasciaria
Eupithecia nigrofasciaria är en fjärilsart som beskrevs av Karl Dietze 1910. Eupithecia nigrofasciaria ingår i släktet Eupithecia och familjen mätare. Inga underarter finns listade i Catalogue of Life.